# Alien versus Predator

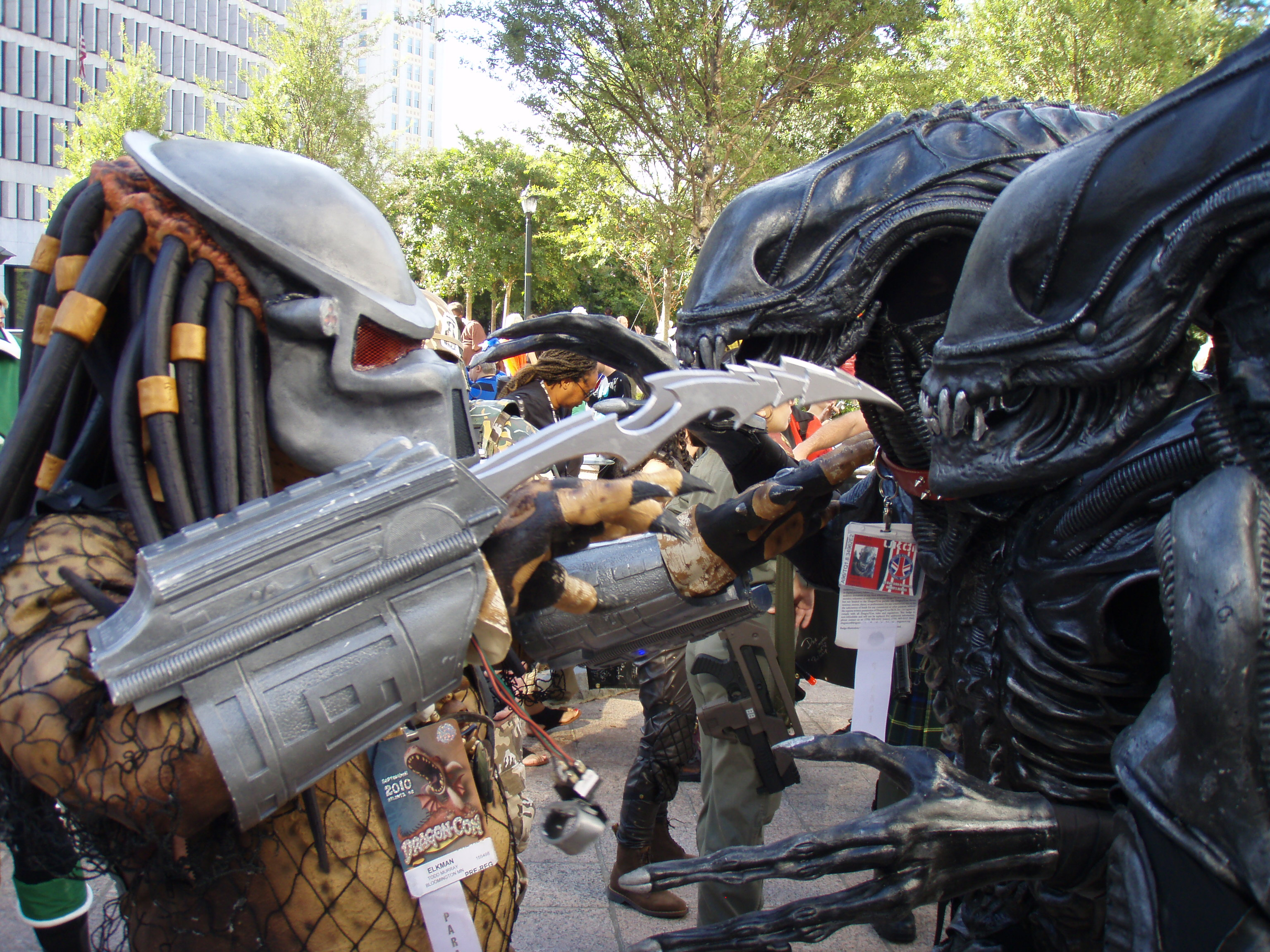
Setkání fanoušků Predátora a vetřelců

Aliens vs. Predator, zkráceně AvP a česky Vetřelec vs. Predátor je komiksové, knižní, herní a filmové spojení dvou sci-fi mimozemských monster – Vetřelce a Predátora.
Obě postavy pochází z poměrně úspěšných celovečerních filmů, avšak ve filmu se setkali paradoxně až jako poslední v řadě. Filmu Vetřelec vs. Predátor z roku 2004 předcházely komiksy, knihy i počítačové hry. Za první jasný náznak spojení se považuje scéna z filmu Predátor 2, kdy trofeje predátorů zahrnují i lebku vetřelce.

## Média

### Komiksy
- Aliens vs. Predator
- Aliens vs. Predator vs. The Terminator
- Aliens vs. Predator/Witchblade/Darkness: Mindhunter
- Aliens vs. Predator/Witchblade/Darkness: Overkill
- Superman & Batman vs. Aliens & Predator
- Aliens/Predator: Deadliest of the Species

### Knihy
- Vetřelci versus Predátor: Kořist (ISBN 80-7288-009-8)

### Filmy
- Vetřelec vs. Predátor
- Vetřelci vs. Predátor 2

Kromě oficiálních filmů od 20th Century Fox se objevilo několik filmů amatérských.

### Hry
Hlavní série
- Aliens versus Predator (1999)
- Aliens versus Predator 2 (2001)
- Aliens vs. Predator (2010)

Ostatní hry
- Alien vs Predator (hra pro SNES)
- Alien vs Predator: The Last of His Clan
- Alien vs. Predator
- Alien vs Predator (hra pro Atari Jaguar)
- Alien vs Predator (hra pro Atari Lynx)
- Aliens versus Predator: Extinction (hra pro PlayStation)

Aliens versus Predator: Evolution (hra pro mobily)
- Alien vs Predator 2D (hra pro mobilní telefony)
- Alien vs Predator (hra pro mobilní telefony)
- Alien vs Predator 3D (hra pro mobilní telefony)
- Aliens vs Predator: Requiem (hra pro PlayStation)
- Aliens vs Predator (karetní hra)